# Stochid
Stochid (ukrajinsky Стохід, rusky Стоход nebo Стохуд) je řeka ve Volyňské oblasti na západě Ukrajiny. Je 188 km dlouhá. Povodí má rozlohu 3150 km².

## Průběh toku
Pramení na Volyňské vysočině. Teče přes Poleskou nížinu. Ústí zprava do Pripjati (povodí Dněpru).

## Vodní režim
Zdrojem vody jsou převážně sněhové srážky. Průměrný průtok vody ve vzdálenosti 15 km od ústí činí 13,5 m³/s. Zamrzá v listopadu až v prosinci a rozmrzá v březnu až na začátku dubna. Nejvyšších vodních stavů dosahuje od března do května.

## Využití
Na řece není možná vodní doprava.